# Wylatowo (gromada)
Wylatowo – dawna gromada, czyli najmniejsza jednostka podziału terytorialnego Polskiej Rzeczypospolitej Ludowej w latach 1954–1972.
Gromady, z gromadzkimi radami narodowymi (GRN) jako organami władzy najniższego stopnia na wsi, funkcjonowały od reformy reorganizującej administrację wiejską przeprowadzonej jesienią 1954 do momentu ich zniesienia z dniem 1 stycznia 1973, tym samym wypierając organizację gminną w latach 1954–1972.
Gromadę Wylatowo z siedzibą GRN w Wylatowie utworzono – jako jedną z 8759 gromad na obszarze Polski – w powiecie mogileńskim w woj. bydgoskim, na mocy uchwały nr 24/9 WRN w Bydgoszczy z dnia 5 października 1954. W skład jednostki weszły obszary dotychczasowych gromad Wylatowo, Krzyżownica i Chabsko ze zniesionej gminy Mogilno-Zachód, obszary dotychczasowych gromad Wasielewko i Płaczkowo ze zniesionej gminy Gębice oraz obszar dotychczasowej gromady Żabno ze zniesionej gminy Mogilno-Wschód w tymże powiecie. Dla gromady ustalono 20 członków gromadzkiej rady narodowej.
Gromadę zniesiono 1 stycznia 1972, a jej obszar włączono do gromad Mogilno (sołectwa Chabsko, Żabno i Wylatowo oraz wsie Wasilewko, Targownica, Krzyżownica i Płaczkówko) i Trzemeszno (wsie Płaczkowo i Szydłowo Drugie) w tymże powiecie.